# ترناوا (اوژیتسه)
ترناوا (به صربی: Trnava) یک منطقهٔ مسکونی در صربستان است که در اوژیتسه واقع شده‌است. ترناوا ۳۷۸ نفر جمعیت دارد.